# Bovenloop
De bovenloop van een rivier is vanaf de bron gezien het eerste deel van een rivier. Het is het deel waar kleine beken samenstromen tot een grote rivier.
Het verhang kan van plaats tot plaats zeer verschillen, maar is meestal groter dan 1 m per km. Door dit grote verhang zal de rivier snel stromen. Hierdoor heeft hij een groot eroderend vermogen en neemt hij veel sediment mee. In het spraakgebruik wordt bovenloop vooral als plaatsbepaling gehanteerd.
Bij laaglandbeken is het verhang ook in de bovenloop vaak klein. Zo heeft de Donge, die langs Tilburg komt, een verval van 27 meter bij een lengte van 35 kilometer. De bovenloop is dan meestal niet goed meer af te bakenen, tenzij er opvallende landschapskenmerken zijn. Dit is het geval bij de Donge. De bedding kruist het Wilhelminakanaal bij de Tilburgse wijk de Reeshof en watert sinds de jaren zeventig daar af in het kanaal. Het resterende deel ligt tot aan Dongen droog. Vanaf daar gaat er een stroom naar de Amer. Dit deel wordt dan ook de benedenloop genoemd, het andere is de bovenloop, hoewel het strikt genomen twee verschillende watergangen zijn geworden.
Als middel tot plaatsbepaling wordt de term bovenloop meer gebruikt dan middenloop en benedenloop.